# 波茲南萊赫體育俱樂部
列治普斯納體育會（波蘭語：Lech Poznań，波蘭語發音：[lɛx ˈpɔznaj̃]） 是波蘭的一家足球俱樂部。俱樂部的主場設在波蘭城市波茲南。俱樂部的名稱來自於波蘭的傳說人物萊赫。俱樂部成立於1922年，最初的名稱是「Lutnia Poznań」，之後曾多次更名。在1933-1994年期間，俱樂部一直都和波蘭國家鐵路之間有著緊密的關係。俱樂部在1948年3月得以首次參加波蘭的頂級足球聯賽。現在波茲南萊克是大波蘭地區最受歡迎的足球俱樂部。

## 俱樂部榮譽

### 國內
- 波蘭甲組足球聯賽：
  - 冠軍 (9)：1983, 1984, 1990, 1992, 1993*, 2010, 2015, 2022, 2025
- 波蘭盃：
  - 冠軍 (5)：1982, 1984, 1988, 2004, 2009
  - 亞軍 (3)：1980, 2011, 2015
- 波蘭超級盃：
  - 冠軍 (6)：1990, 1992, 2004, 2009, 2015, 2016
  - 亞軍 (3)：1983, 1988, 2010

(*) 本來獲得第三名，但華沙萊吉亞及LSK羅茲在冠軍頒發後被發現操控比賽。

## 曾效力过的著名球员
- 巴尔托什·博萨茨基
- 谢尔盖·克里维茨
- 罗伯特·勒万多夫斯基

## 外部連結
- Official website （页面存档备份，存于） （波兰語）
- Unofficial website （页面存档备份，存于） （波兰語）
- Lech Poznan team profile at NaszaLiga.pl （波兰語）
- KKS Lech Poznań Spółka Akcyjna （页面存档备份，存于） （波兰語）